# Ґюнтер Кунерт
Ґюнтер Кунерт (нім. Günter Kunert; 6 березня 1929, Берлін — 21 вересня 2019, Кайсборстель) — німецький лірик і письменник. Його твори насамперед описують дві німецькі держави у час поділу Німмеччини на Західну і Східну, а саме складність їх взаємозв'язків та різні особливості, а також об'єднану Німеччину.

## Біографія
Після закінчення початкової школи Ґюнтер Кунерт не зміг відвідувати середню школу через «Нюрнберзькі расові закони» (його мати була єврейкою). Після закінчення Другої світової війни протягом п'яти семестрів він вивчав графіку в Східному Берліні, але потім закинув навчання. У 1948 році він вступив до Соціалістичної єдиної партії Німеччини. Там він познайомився з Бертольтом Брехтом та Йоганнесом Робертом Бехером.
З середини 1960-х років протягом багатьох років він підтримував тісну дружбу з колегою Ніколасом Борном, їх інтенсивне листування було опубліковане в 1978 році.
У 1972/73 роках Кунерт був гостьовим доцентом Техаського університету в Остіні, а у 1975 році — в Університеті Ворика в Англії.
У 1976 році він одним із перших підписав петицію проти експатріації Вольфа Бірманна. У зв'язку з цим у 1977 році було відкликане його членство в Соціалістичній єдиній партії Німеччини. У 1979 році завдяки наявності багаторічної візи Кунерт міг часто виїжджати з НДР. Кунерт і його дружина Маріанна оселилися в Кайсборстелі поблизу Ітцего, де він до недавнього часу жив вільним письменником.
Кунерт вважається одним із найбільш різнобічних і найважливіших сучасних письменників. Окрім лірики, до його творчого доробку входять короткі оповідання (параболи) і повісті, есеї, автобіографічні записи, афоризми, глоси та сатири, казки та науково-фантастичні твори, радіоп'єси, промови, дорожні етюди, сценарії, різноманітні передмови та післямови до публікацій інших авторів, лібретті, дитячі книги, романи, драми та багато іншого.
Багато його текстів Кунерта були покладені на музику Куртом Швеном. Кунерт також був художником і рисувальником.
У своїх роботах він займав критичну позицію щодо таких тем як націонал-соціалізм, політика режиму НДР і віра в прогрес. Хоча його ранні вірші, педагогічно критичні, були прихильні до соціалістичного реалізму і мусіли служити прогресу, пізніше він зайняв все більш скептичну і песимістичну позицію.
З 1981 року Ґюнтер Кунерт був членом Німецької академії мови і поезії, з 1988 року — членом Вільної академії мистецтв Гамбурга, у 2005—2018 роках — президентом «ПЕН-клубу» німецькомовних авторів за кордоном і з 2008 року — почесним членом «Fördervereins Priesterenbüchereien e. V.».
У лютому 2019 року з'явився його роман «Друга жінка», рукопис якого був «нещодавно виявлений випадково в скрині» Кунертом. Роман був написаний сорок років тому і був до того часу невідомий.
Ґюнтер Кунерт помер у вересні 2019 року в 90-річному віці вдома внаслідок ускладнення пневмонії, за два дні до виходу його останньої поетичної книги «В гостях у лабіринті».

## Нагороди
- 1962: Премія ім. Генріха Манна
- 1973: Нагорода ім. Йоганнеса Роберта Бехера
- 1979: Літературна нагорода ім. Ґеорґа Макензена
- 1983/84: Літературна нагорода м. Берген
- 1985: Нагорода ім. Генріха Гейне м. Дюссельдорф
- 1989: Орден «За заслуги перед Федеративною Республікою Німеччина»: Великий хрест 1-го ступеня
- 1990: Літературна нагорода м. Майнц
- 1991: Нагорода ім. Фрідріха Гельдерліна м. Бад Гомбурґ
- 1991: Нагорода ім. Ернста Роберта Курціуса
- 1996: Нагорода ім. Ганса Заля
- 1997: Нагорода ім. Георга Тракля за лірику
- 1999: Премія Арістеіон Європейського Союзу
- 2005: Почесний доктор (Туринський університет)
- 2010: Почесний член Асоціації німецької мови
- 2011: Нагорода «Frankfurter Anthologie»
- 2012: Орден «За заслуги перед Федеративною Республікою Німеччина»: Великий офіцерський хрест
- 2014: Мистецька нагорода землі Шлезвіг-Гольштейн